# Тарутий (мифология)
Тарутий (лат. Tarutius, Tarrutius) ― персонаж древнеримской мифологии, богатый купец, супруг Акки Ларентии, кормилицы Ромула и Рема.
Согласно сочинению «Сравнительные жизнеописания» Плутарха, жрец храма Геркулеса бросил вызов чтимому ему богу в игре в кости. Ставкой была ночь с красивой женщиной и богатое угощение. Бросив кости сначала за бога, а затем и за себя, жрец проиграл и решил соблюсти условия соглашения.
Жрец пригласил в храм Акку Ларентию и оставил ей хороший ужин. Считается, что ей действительно явился Геракл, а после того, как они вместе провели ночь, тот приказал ей подойти к первому мужчине, которого она встретит, выходя из храма, поцеловать его и сделать его своим возлюбленным. Этим мужчиной был Тарутий. Она сделала всё так, как ей велел Геракл и вскоре вышла за него замуж. Тарутий был богатым, пожилым и бездетным человеком и владельцем большого поместья. Его часто называет этруском.
Тарутий умер вскоре после свадьбы, не оставив детей. Акка Ларентия унаследовала поместье, и когда она исчезла, была найдена её завещание, где она передавала его Риму. Эта легенда впоследствии стала легальным базисом для оправдания владения Римом недвижимым имуществом.
Аврелий Августин упоминает легенду в своём сочинении «О граде Божьем» как на пример того, что языческие боги должны были наслаждаться человеческими чувственными удовольствиями. По версии святого Августина, правда, Тарутий на самом деле является молодым человеком, которого Акка Ларентия также встречает после ночи с Гераклом во сне. Тарутий долгие годы был любовником Акки Ларентии и оставил ей своё имущество после его смерти. В свою очередь, она завещала имущество Риму и таинственно исчезла.